# Spirit Lake (Idaho)
Spirit Lake ist eine Stadt im Kootenai County im US-Bundesstaat Idaho. Das U.S. Census Bureau hat bei der Volkszählung 2020 eine Einwohnerzahl von 2.337 ermittelt. 
Die Stadt ist Teil der städtischen Zählbezirks Coeur d’ Alene, der den gesamten Landkreis umfasst.

## Geschichte
Ein Postamt namens Spirit Lake ist seit 1903 in Betrieb. Die Stadt hat ihren Namen vom nahe gelegenen Spirit Lake. Ein Ort in Spirit Lake ist im National Register of Historic Places (NRHP) eingetragen (Stand 10. April 2019), der Spirit Lake Historic District.

## Lage
Spirit Lake liegt 783 Meter über dem Meeresspiegel. Gemäß dem United States Census Bureau beträgt die Gesamtfläche der Stadt, die eine reine Landfläche ist 5,93 km².

## Bevölkerungsentwicklung
| Zensus                | Bevölkerung | %±      |
| --------------------- | ----------- | ------- |
| 1910                  | 907         | —       |
| 1920                  | 940         | 3,6 %   |
| 1930                  | 1.241       | 32,0 %  |
| 1940                  | 1.006       | −18,9 % |
| 1950                  | 823         | −18,2 % |
| 1960                  | 693         | −15,8 % |
| 1970                  | 622         | −10,2 % |
| 1980                  | 834         | 34,1 %  |
| 1990                  | 790         | −5,3 %  |
| 2000                  | 1.376       | 74,2 %  |
| 2010                  | 1.945       | 41,4 %  |
| 2020                  | 2.337       | 20,2 %  |
| U.S. Decennial Census |             |         |

## Bildung
- Timberlake High School
- Timberlake Junior High School
- Spirit Lake Elementary School